# إدي توماس (لاعب كرة قدم)
إدي توماس (بالإنجليزية: Eddie Thomas)‏ (9 نوفمبر 1931 بسويندون في المملكة المتحدة - ) هو لاعب كرة قدم بريطاني في مركز حراسة المرمى. لعب مع نادي ساوثهامبتون ونادي سالزبري سيتي.

## وصلات خارجية
- إدي توماس على موقع قاعدة بيانات كرة القدم.إي يو (الإنجليزية)